# Ed Piskor
Ed Piskor, né le 28 juillet 1982 à Homestead (Pennsylvanie) et mort le 1er avril 2024 à Munhall (Pennsylvanie), est un auteur de bande dessinée américain.
Il débute au milieu des années 2000 en travaillant avec le scénariste Harvey Pekar qui le conduit à se spécialiser dans la bande dessinée biographique et de reportage.

## Biographie
Edward R. Piskor naît le 28 juillet 1982 à Homestead en Pennsylvanie. Il passe une jeunesse difficile dans un environnement où le chômage et les tensions raciales marquent la vie de tous. À l'âge de quinze ans, il est hospitalisé pour une colite qui nécessite de nombreuses opérations pour être soignée. Lorsqu'il sort de l'hôpital, il préfère suivre des cours par correspondance plutôt que revenir au collège où il est un des rares blancs dans un établissement fréquenté quasi-exclusivement par des noirs. Il profite de cela pour passer des heures à améliorer sa technique de dessin. Alors qu'il est surtout influencé par les comics grand public publiés par DC Comics et Marvel Comics, il découvre ensuite les comics underground et indépendants qui vont avoir une grande influence sur sa carrière. Il suit ensuite durant un an les cours à l'école de dessin de Joe Kubert. Il dessine des mini-comics auto-publiés intitulés Deviant Funnies et Isolation Chamber Il ne suit pas le cursus complet et commence alors à travailler. Il est successivement téléopérateur et vendeur de tickets pour une attraction foraine.
En 2003, il écrit à Harvey Pekar qui lui répond et lui propose de dessiner quelques pages de son comics autobiographique American Splendor. En 2005, Pekar écrit le roman graphique Macedonia que Piskor illustre. En 2009, il participe au comics 'The Beats: A Graphic History toujours avec Pekar. Puis il collabore avec Jay Lynch sur Mineshaft. En 2011, il commence son webcomics Deleterious Pedigree qui est en partie autobiographique et en 2012 il publie chez Top Shelf le comics Wizzywig où il aborde le sujet des hackers. Cette même année il commence à travailler à un projet de comics traitant du rap. Sur plusieurs volumes qui s'échelonnent jusqu'en 2016, il raconte l'histoire du rap et aborde les différents style, la culture hip-hop, etc. D'abord publiée sur internet, la série est ensuite éditée par Fantagraphics. Le deuxième tome reçoit en 2015 le prix Eisner du meilleur comics inspiré du réel. En 2017, Ed Piskor est engagé par Marvel Comics pour illustrer une série de trois albums intitulée X-Men: Grand Design et dans laquelle il raconte chronologiquement l'histoire des X-Men.
Fin mars 2024, Ed Piskor est accusé sur les réseaux sociaux par deux jeunes femmes d'avoir cherché à profiter de son statut pour obtenir des relations sexuelles. Le 1er avril 2024, Ed Piskor est retrouvé mort, laissant derrière lui une lettre de suicide.

## Publications
- Deviant Funnies
- Isolation Chamber
- Befuddled et Around the World and Back to Earth (dessin), avec Harvey Pekar (scénario), dans American Splendor: Our Movie Year, Ballantine Books, 2004.
- Feast of the Seven Fishes (dessin avec Alex Saviuk), avec Robert Tinnell (scénario), Allegheny Image Factory, 2005. Recueil de strips publiés en ligne depuis septembre 2004.
- Mineshaft sur un scénario de Jay Lynch
- Deleterious Pedigree (webcomics)
- Macedonia (dessin), avec Harvey Pekar et Heather Robinson (scénario), Ballantine Books, 2007.
- « The Kirkus Reviewer » (dessin), avec Harvey Pekar (scénario), dans Harvey Pekar vol. 2, n°1, Vertigo, 2008. Repris l'année suivante dans le recueil Another Dollar.
- Plusieurs histoires dans The Beats: A Graphic History (dessin), avec Harvey Pekar (scénario), Hill and Wang (en), 2009.
- Wizzywig, Top Shelf, 2012.
- Hip Hop Family Tree, Fantagraphics (pré-publié depuis 2012 sur boingboing.net) :

1. 1970s-1981, 2013.
2. 1981-1983, 2014.
3. 1983-1984, 2015.
4. 1984-1985, 2016

- X-Men : Grand Design, Marvel, 2017-2019

### Publications en français
- « Around the World and Back to Earth » (dessin), avec Harvey Pekar (scénario), dans Anthologie American Splendor vol. 3, Çà et là, 2011
- Plusieurs histoires dans The Beats: A Graphic History (dessin), avec Harvey Pekar (scénario), Emmanuel Proust, 2011
- Wizzywig, Dargaud, 2013
- Hip Hop Family Tree vol.1 1970s-1981, Papa Guédé, 2016 - Sélection officielle Festival d'Angoulême 2017
- Hip Hop Family Tree vol.2 1981-1983, Papa Guédé, 2017
- Hip Hop Family Tree vol.3 1983-1984, Papa Guédé, 2017 - Sélection officielle Festival d'Angoulême 2018
- X-Men : Grand Design vol.1, Panini, 2018
- X-Men : Grand Design vol.2, Panini, 2019
- X-Men : Grand Design vol.3, Panini, 2020
- Hip Hop Family Tree vol.4 1984-1985, Papa Guédé, 2019

## Prix et récompenses
- 2015 : Prix Eisner du meilleur travail inspiré de la réalité pour Hip Hop Family Tree, vol. 2
- 2024 : Prix Eisner du meilleure recueil pour Hip Hop Family Tree: The Omnibus[6]